# Syndroom van Klinefelter
Het syndroom van Klinefelter is een genetische aandoening bij de man waarbij hij in zijn cellen ten minste een X-chromosoom te veel heeft. Het syndroom komt in meer varianten voor, waarvan de eenvoudigste 47,XXY-karyotype heet, dat wil zeggen dat er 47 chromosomen per cel zijn (het normale aantal is 46) waarvan XXY de geslachtschromosomen zijn. Deze variant wordt daarom ook wel het XXY-syndroom genoemd. De klinefeltervarianten 48,XXXY en 49,XXXXY met nog meer X-chromosomen te veel hebben vergelijkbare klinische beelden. Het beeld werd voor het eerst beschreven door Harry Klinefelter in 1942. Het komt voor bij 1 op de 660 mannen.

## Geschiedenis
In 1942 publiceerden Harry Klinefelter, Fuller Albright en hun medewerkers in het ziekenhuis van Massachusetts een rapport over 9 mannen die gekenmerkt werden door borstvorming, weinig gelaats- en lichaamshaar, kleine testikels en een ontbrekende zaadcelvorming. In de jaren vijftig kon men het aantal chromosomen van de mens bepalen. Men ontdekte dat de mannen die Harry Klinefelter beschreef een afwijkend aantal X-chromosomen hadden en noemde deze vaststelling naar hem.

## X- en Y-chromosomen
Chromosomen bestaan uit DNA en zijn de dragers van de genetische (erfelijke) eigenschappen. De chromosomen zijn in bepaalde stadia van de celcyclus zichtbaar te maken.
Mannen en vrouwen hebben gewoonlijk twee geslachtschromosomen. Vrouwen erven twee X-chromosomen, van elke ouder een. Mannen erven een X-chromosoom van hun moeder en een Y-chromosoom van hun vader. Bij het syndroom van Klinefelter krijgt de man een of meer X-chromosomen te veel. Iedereen kan een baby met het syndroom van Klinefelter krijgen.

## Oorzaak

Ontstaan van een XXY cel door een non-disjunctie in een van de X-chromosomen tijdens de Meiose II van de eicel

Waardoor het syndroom van Klinefelter wordt veroorzaakt weet men nog niet exact. Bij zoogdieren met meer dan een X-chromosoom worden alleen de genen op één ervan tot uitdrukking gebracht terwijl de andere worden geblokkeerd. Dit gebeurt zowel bij afwijkende mannen met XXY- als bij normale vrouwen met XX-chromosomen. Maar een klein aantal genen met corresponderende genen op het Y-chromosoom wordt niet geblokkeerd en deze leiden mogelijk tot het syndroom van Klinefelter.
Het doorgeven van maar één X-chromosoom kan op twee manieren misgaan:
1. bij de bevruchting, waardoor mannen niet de chromosomen XY krijgen maar XXY, XXXY, XXYY, XXXXY ontstaat. De variant XXYY met een Y-chromosoom te veel wordt niet meer geheel als klinefelter beschouwd en moet nog een nieuwe naam krijgen. Zie ook trisomie.
2. na de bevruchting: er ontstaat een klinefelter-mozaïek 46,XY/47,XXY. Deze mannen hebben naast normale cellen ook cellen met een X-chromosoom te veel. Sommige van deze mannen zijn vruchtbaar.

Het extra X-chromosoom is in ongeveer 50 procent van de gevallen afkomstig van de vader. De kans op klinefelter neemt iets toe als vader of moeder 'oud' zijn.
Het extra X-chromosoom bij de mozaïekvariant is altijd maternaal. Er vindt namelijk een normale bevruchting plaats: het X-chromosoom is afkomstig van de moeder, het Y-chromosoom van de vader. Na de bevruchting gaat een X-chromosoom in een cel in de fout waardoor er een dubbel X-chromosoom ontstaat.

## Diagnose
Soms is de diagnose al mogelijk bij vruchtwaterpunctie in de zwangerschap; soms echter ook pas bij uitblijven van tekenen van puberteit, bij onderzoek naar gynaecomastie (borstvorming) of bij vruchtbaarheidsonderzoek in verband met niet-vervulde kinderwens of het uitblijven van een zwangerschap. De diagnose kan worden gesteld door karyotypering. Ook komen veel mannen met het XXY-karyotype erachter bij toeval, zoals wanneer iemand zaaddonor wil worden of bij medische problemen in de lies.

## Gevolgen
Mannen die dit beeld vertonen, zijn vaak langer dan gemiddeld en hebben disproportioneel lange armen en benen. Ze hebben vaak kleine testikels (10 ml) hoewel dit niet altijd het geval hoeft te zijn. Niet alle Klinefelter-mannen zijn onvruchtbaar. Door middel van een TESE-behandeling kan er worden bepaald of er nog zaadcellen in de teelballen aanwezig zijn. Er zijn ook klinefelters met een mozaïekvariant van het syndroom, zij hebben dan naast XXY-cellen ook nog XY-cellen. Vaak hebben ze een laag testosterongehalte. Ongeveer een derde van deze mannen heeft gynaecomastie en een hoger risico op borstkanker. Ook is er sprake van verminderde haargroei en spiermassa en een predispositie voor leermoeilijkheden en verminderde verbale ontwikkeling. Ze hebben vaak geen verstandelijke beperking, het IQ is gerelateerd aan het aantal extra X-chromosomen: hoe meer chromosomen hoe lager gemiddeld het IQ uitvalt. De XXY hebben een normale intelligentie. Bij nog meer X-chromosomen neemt het IQ af. Een probleem bij deze mannen is ook dat ze zich moeilijker kunnen concentreren en vaak last hebben van dyslexie en andere taalstoornissen, waardoor ze minder intelligent lijken. De levensverwachting is in principe normaal. De meerderheid van mensen met XXY identificeert zich als mannelijk; het deel dat zich als vrouwelijk identificeert is echter groter dan onder de XY-mannen. Er wordt geopperd om de diagnose klinefelter te beperken tot mensen met XXY die zich tevens als mannelijk identificeren. De diagnose wordt vaak niet gesteld, omdat het syndroom relatief onbekend is.
Voorts komt een aantal ziekten/aandoeningen bij deze mensen vaker voor:
- Hypothyreoïdie
- Diabetes type II met insulineresistentie
- een grotere dan normale pulparuimte in de tanden (taurodontie)
- Reuma / botontkalking
- Slaapapneu
- Borstkanker: 50× verhoogde kans t.o.v. mannen zonder klinefelter, namelijk 4 tot 5% (versus 12 tot 13% risico voor vrouwen)
- Spataderen
- Overgewicht: er is een hogere kans op een metabole stoornis. Bij XXY-mannen gaat het om 44% van de XXY-mannen t.o.v. 10% bij 46XY-mannen.[5]

## Therapie
Er bestaat geen therapie voor het syndroom van Klinefelter. Men kan met behulp van testosteron wel het leven veraangenamen en vele late gevolgen verminderen, met name de botontkalking. Testosteron zorgt voor meer libido, voor een betere spieropbouw en is ook, indirect, noodzakelijk voor de opbouw van de botten: Het wordt door het enzym aromatase omgezet in oestradiol, zonder welke men osteoporose zou krijgen. Testosteron zorgt ook voor meer beharing op het lichaam (en minder beharing op het hoofd; mannelijke kaalheid). Storende borstvorming (bij 10-33% van de patiënten) kan door middel van plastische chirurgie worden gecorrigeerd.
Testosteron kan in de vorm van een intramusculaire depot-injectie elke drie weken (Sustanon®) of elke 3 maanden (Nebido®), dagelijks in de vorm van tabletten (Andriol®) of ook dagelijks in de vorm van een gel toegediend worden. Vroeger had men ook pleisters die men op het scrotum moest plakken. Inmiddels zijn deze pleisters van de markt gehaald omdat deze te veel huidirritatie gaven. De nieuwste trend van hormoonbehandeling met testosteron vindt plaats met gels. De meest bekende gels zijn: Tostran®, Androgel® en Testim®.
Over het algemeen houdt het betreffende ziekenhuis zich alleen bezig met de lichamelijke kant. Voor psychische klachten waar mannen met syndroom van Klinefelter mee rondlopen wordt men verwezen naar psychiater of psycholoog.

## Bijwerkingen testosteron hormoontherapie
Hoewel er afhankelijk van de toedieningsvorm (injecties, gel of tabletten) nog specifieke bijwerkingen van medicatie kunnen optreden, is over het algemeen een aantal bijwerkingen kenmerkende bij het toedienen van testosteron door middel van medicatie, maar elke bijwerking treedt niet altijd bij iedereen op.
- Het vaker optreden van erecties, soms pijnlijke erecties.
- Hoofdpijn
- Haaruitval op het hoofd, echter een toename van haar op de borst en onder de armen.
- Borstvorming (gynaecomastie), soms pijnlijke borsten
- Prostaatklachten
- Diarree
- Duizeligheid
- Hypertensie (hoge bloeddruk)
- Toename van rode bloedcellen
- Stemmingswisselingen
- Plaatselijk aanhoudende hevige jeuk

## Richtlijnen
September 2020 publiceerde de Europese Academie voor Andrologie voor het eerst richtlijnen voor het Klinefelter-syndroom.

## Roman en film
Een onvruchtbare man met het syndroom van Klinefelter vormt het uitgangspunt van het boek De passievrucht van Karel Glastra van Loon (en de film naar dit boek). XXY is een Argentijnse dramafilm uit 2007 over een intersekse puber, doch niet zozeer het syndroom van Klinefelter.

## Boeken
Nederlandstalig:
- Hellen Kooijman, eXtra XY, Thoeris, Amsterdam, 2006, ISBN 90-72219-15-5
- Romano Sandee, Ik en mijn Klinefelter (persoonlijk relaas), Sandee, 2012, ISBN 978-90-812556-0-8
- Sophie van Rijn & Jessica Langenhoff (Nederlandse bewerking), Opgroeien met het syndroom van Klinefelter (47,XXY), Trisomie X (47,XXX) of 47,XYY, uitgave 2017, ISBN 978-90-903035-3-6
- Guy T'Sjoen, Onder de gordel, Van Halewyck, 2018, ISBN 9789461317711